# Halbe Brüder
Halbe Brüder ist eine deutsche Filmkomödie von Christian Alvart aus dem Jahr 2015. In dem Road-Movie spielt der deutsche Rapper Sido zusammen mit Tedros Teclebrhan und Fahri Yardım die Hauptrolle. Der Kinostart war am 9. April 2015.

## Handlung
Julian Lindemann schlägt sich als Trickbetrüger durchs Leben. Als ihm ein großer Coup gelingt, legt er das Geld für seine drei Kinder auf der Bank an, wobei dieses für ihn selbst gesperrt wird. Endlich ist er glücklich darüber, sein Leben auf die Reihe zu bekommen.
Bei einem Notar wird er darüber informiert, dass er zwei Brüder hat, was ihm zunächst gleichgültig ist. Dabei handelt es sich um den schwarzen Nachwuchs-Gangsta-Rapper Ademola ‚Addi‘ Tomo, dessen Freundin gerade ein Kind erwartet, und den nierenleidenden Fabrikantensprössling Yasin Philip Blöckers türkischer Herkunft. Die Drei erfahren, dass ihre jüngst verstorbene Mutter eine Nonne war, die nichtsdestotrotz ein lustvolles Leben geführt hat und daher auch drei Kinder verschiedener Väter aus verschiedenen Ethnien bekam. Den drei Söhnen wird ein großes Vermögen in Aussicht gestellt, was sie veranlasst, ihrer Herkunft auf den Grund zu gehen. Einziger Hinweis ist eine Ansichtskarte, auf der eine Adresse sowie eine junge Frau nebst einem Leuchtturm abgebildet ist. Julian lehnt die Suche zunächst ab, doch als ihn zuhause ein Inkassoschläger in Hasenkostüm erwartet, bringt ihn dieser zum berüchtigten „U-Bahn Lemmele“. Dieser fordert von ihm die eingangs ergaunerten 120.000 Euro zurück, was genau der Summe entspricht, die sie gemeinsam erben sollen. Also tritt Julian notgedrungenerweise mit seinen beiden Halbbrüdern eine gemeinsame Reise an.
Die erste Station führt die drei nach Frankfurt am Main. Dort muss Addi zunächst ein Drogenpaket abliefern, was zu einer Verfolgungsjagd durch Polizei und den Mann im Hasenkostüm führt.
Nachdem sie diese abhängen konnten, gelangen sie zum Haus von Herrn Zequera, Addis Vater. Dieser stellt sich als Roberto Blanco heraus, der gerade eine Abschiedsfeier schmeißt, weil er pleite ist. Auf die Fragen der Drei stellt er sich zunächst unwissend, wer Addis Mutter wäre, nimmt ihn aber als seinen Sohn an. Die drei dürfen in Blancos Haus übernachten. Vorher lernt Yasin noch die Ausreißerin Jenny kennen. In der Nacht beschließen die drei, Roberto etwas näher zu befragen. Mit Klebeband ziehen sie ihm nacheinander die Brusthaare ab und erfahren so etwas mehr über die Mutter. Er habe sie in einem Club in Köln kennen gelernt. Die drei machen sich auf den Weg nach Köln, werden aber aufgrund einer Fahndungsmeldung im Fernsehen bereits unterwegs in einer Raststätte erkannt. Daraufhin wollen sie in einem Steinbruch ihren Wagen abfackeln und verbrennen dabei durch Unachtsamkeit auch noch ihre gesamten Sachen.
Völlig pleite gehen sie in besagten Club und treffen dort auf Yasins Vater, der sich als Schlammcatcher in einem Schwulenclub herausstellt. Auch er stellt sich zunächst unwissend, bis Yasin ihn im Schlammcatchen besiegen kann. Er gibt zu, einmal etwas mit einer Frau gehabt zu haben. Aus dieser Verbindung ist dann Yasin entstanden. Er kann ihnen nur wenig weiterhelfen, ihnen aber zumindest sagen, dass die Frau auf der Postkarte ihre Mutter ist. Im Hintergrund ist ein Leuchtturm zu sehen. Also befragen sie in einer Kneipe einen alten Seemann. Dieser schickt sie nach Fehmarn. Zunächst versuchen sie durch einen Auftritt Addis auf der Domplatte Geld zusammenzubringen, doch die Summe reicht nicht aus. Schließlich hilft ihnen Jenny. Bei der Übernachtung im Hotel finden sie und Yasin zueinander.
Auf Fehmarn angekommen treffen sie auf Julians Onkel, der ihnen die Hippie-Vergangenheit ihrer Mutter erklärt. Julian lernt zwar seinen Vater nicht persönlich kennen, weil dieser schon tot ist. Sein Onkel zeigt ihm jedoch eine Filmaufnahme von einem Musik-Festival auf Fehmarn, auf der sein Vater und seine Mutter zusammen in jungen Jahren als Hippies zu sehen sind. Unter einem Denkmal für Jimi Hendrix finden sie schließlich den Schatz. Es handelt sich um ein Kästchen voller fünf Deutsche-Mark-Münzen, die Julian direkt als Sonderprägung erkennt. Die anderen beiden halten die Münzen jedoch für nahezu wertlos. Er beschließt seine Brüder abzuzocken und tauscht das Geld schnell um, verpasst aber den letzten Zug zum Festland. Alle drei übernachten bei seinem Onkel. Als ihm seine Brüder offenbaren, dass sie beschlossen haben, ihm auszuhelfen, bringt er es nicht mehr übers Herz, die beiden zu betrügen. Ohne Geld kehrt er zu U-Bahn-Lemmle zurück. Seine Brüder retten ihn aber schließlich und geben die Summe an U-Bahn-Lemmle. Nicht reich, aber zumindest als Familie vereint, beschließen die drei nun ihr Leben gemeinsam auf die Reihe zu kriegen.

## Hintergrund
Halbe Brüder ist eine gemeinsame Produktion von ConradFilm, Bavaria Pictures und Syrreal Entertainment im Verleih von Universal Pictures. Die Dreharbeiten fanden ab dem 19. Mai 2014 an den Originalschauplätzen in Köln, Frankfurt, Berlin und auf der Insel Fehmarn statt. Kinostart war der 19. März 2015. Am  29. Oktober 2015 erschienen DVD und Blu-Ray des Films.

## Rezeption
Das Road-Movie erntete überwiegend schlechte Kritiken. Getragen von zahlreichen Gastauftritten von Roberto Blanco, Ralf Richter, Anna Ewelina, Detlev Buck und Lilo Wanders kann der Film nach Ansicht der Kritiker nicht darüber hinwegtäuschen, dass es sich bei dem Film um eine „losen Aneinanderreihung von Episoden in der Tradition der Supernasen-Reihe“ handelt und  „kaum eine Geschmacklosigkeit ausgelassen“ wird. Der epd Film konstatiert, die Handlung des Films „erschöpf[e] sich (…) in einer Aneinanderreihung von mal mehr, mal weniger amüsanter Episoden, die so mühsam verdrahtet sind, dass man fast das »ach, egal« der Drehbuchautoren hört.“ Besonders schlimm stieß ihnen die Frauenfeindlichkeit des Films auf. Frauen seien im Film bloße „Story-Krücken“. Die Filmemacher bekräftigen „nicht nur das reaktionäre Hure-Heilige-Schema – hier als Hippiehure-Heilige-Kunstfigur modernisiert –, sondern nutzen es als kleinsten gemeinsamen Nenner und Integrationsmittel. Ein ziemlich finsterer Lösungsvorschlag.“ Auch weitere Kritiken äußerten sich ähnlich:

„Bemühte Provokationen, dümmliche Kalauer, ein wenig Gefühl und ein Schuss Toleranzbestreben – ‚Halbe Brüder‘ will ein abgedrehter Roadmovie-Spaß sein, vermengt diese Zutaten aber zu einem ungenießbaren Komödienbrei.“

Josef Engels vom Hamburger Abendblatt und Der Welt dagegen lobte den Film. Zwar sah er auch Schwächen, insbesondere durch den zum Teil infantilen Humor, doch lobte er vor allem Sidos Darstellung. Regisseur  Christian Alvart sei es gelungen, „diesen albernen Wahnsinn in ein aufgeräumtes Buddy-Bruder-Movie zu verwandeln. Ergänzt um einen gewitzten Trip durch 50 Jahre deutsche Pop-Kulturgeschichte.“